# IC 3449
IC 3449 ist eine Galaxie vom Hubble-Typ Sd pec? im Sternbild Haar der Berenike am Nordsternhimmel. Sie ist schätzungsweise 310 Millionen Lichtjahre von der Milchstraße entfernt.
Das Objekt wurde am 23. März 1903 vom deutschen Astronomen Max Wolf entdeckt.